# CBS Corporation
CBS Corporation  byl americký mediální konglomerát, který vznikl v roce 2006 jako právní nástupce společnosti Viacom a zanikl roku 2019, kdy došlo ke sloučení s novým Viacomem ve společnost ViacomCBS. Společnost sídlila na Manhattanu v New Yorku.
Součástí CBS Corporation byly televizní stanice CBS a Showtime, webové stránky Metacritic, TV.com a Last.fm či nakladatelství Simon & Schuster. Konglomerátu také patřila polovina televizní stanice The CW.